# Palazzo della Missione
Il palazzo della Missione è un edificio storico del centro di Firenze, situato in piazza de' Frescobaldi 1, all'imbocco del ponte di Santa Trinita, nel quartiere di Oltrarno. Occupa il sito dell'antico palazzo della famiglia Frescobaldi e il convento annesso alla chiesa di San Jacopo Soprarno. Il palazzo appare nell'elenco redatto nel 1901 dalla Direzione Generale delle Antichità e Belle Arti, quale edificio monumentale da considerare patrimonio artistico nazionale.

## Storia

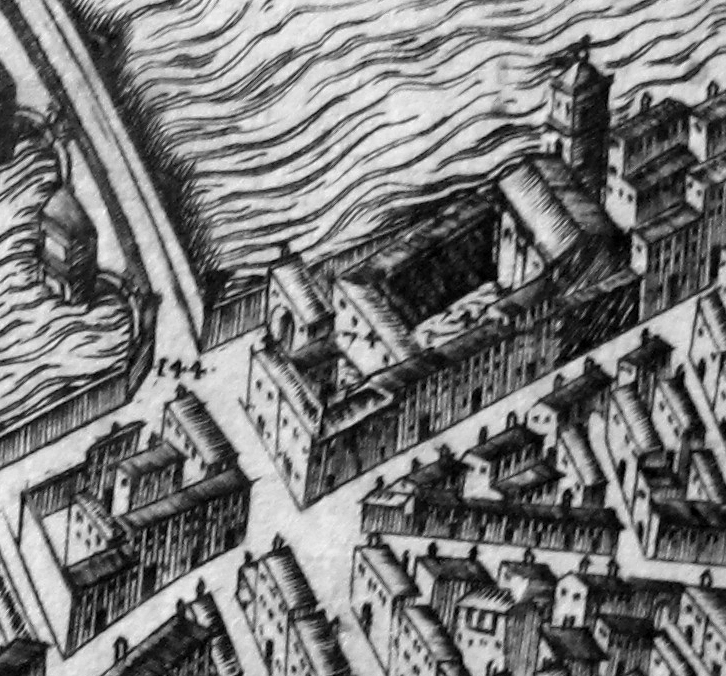
La zona di San Jacopo Soprarno nella pianta del Buonsignori (1584)

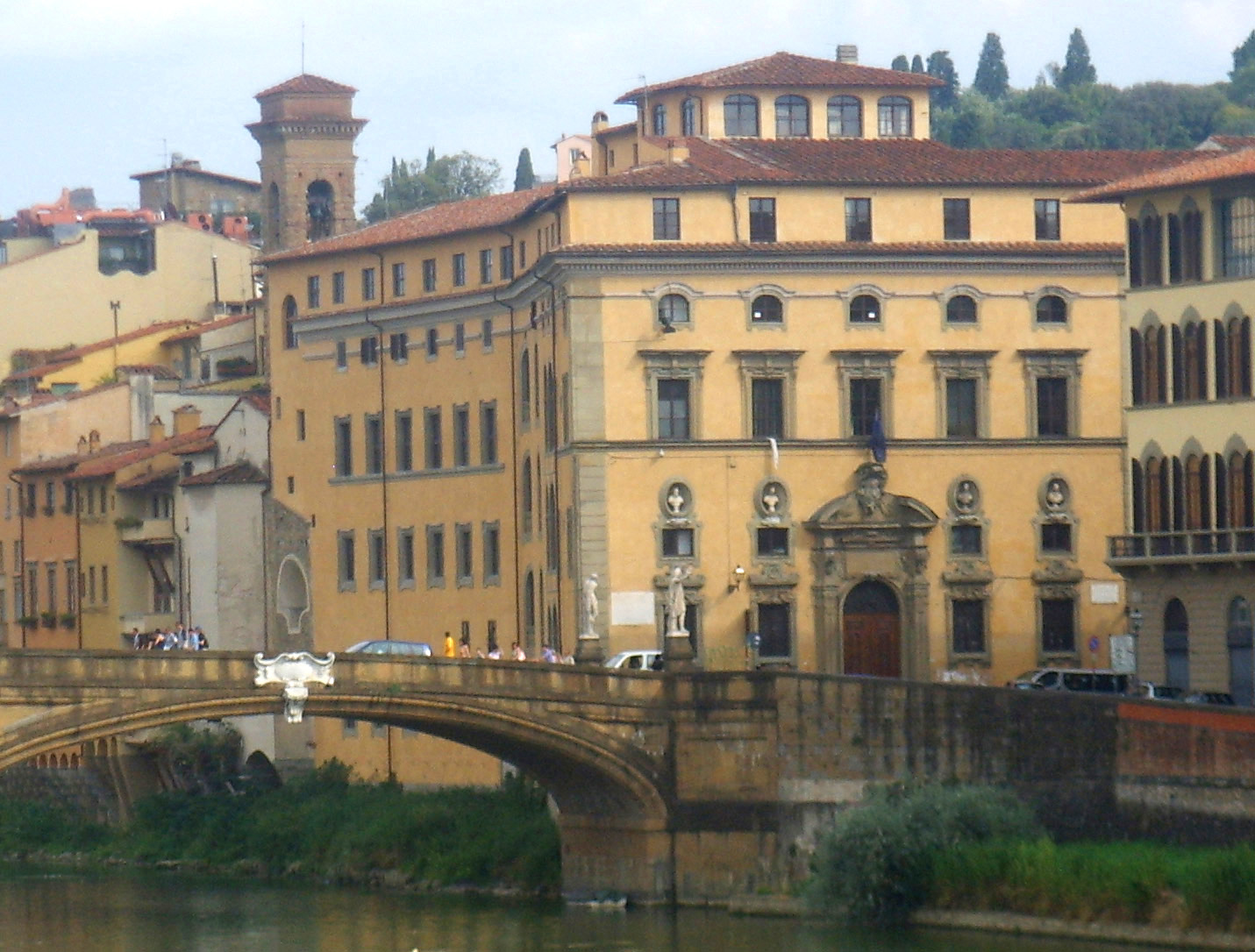
Veduta della facciata presso il ponte Santa Trinita

Qui si trovava l'antico palazzo dei Frescobaldi, principale edificio dell'omonima famiglia che sorvegliava il ponte da essa finanziato, il ponte di Santa Trinita, prima in legno (1282) poi in muratura. Nella piazza i Frescobaldi possedevano anche una torre ed una loggia antistante il palazzo. Il prestigio della famiglia e del palazzo è testimoniato da i numerosi ospiti illustri all'epoca di Berto Frescobaldi e dei poeti Dino e suo figlio Matteo, dato che, come ricorda Dino Compagni nella sua Cronica, «lo spazio era grande, e il luogo sicuro». 
Così accadde nel 1301 con Carlo di Valois, inviato a Firenze da Bonifacio VIII quale paciere tra le fazioni dei Bianchi e dei Neri che, sempre per testimonianza del Compagni, proprio nella piazza antistante il palazzo avevano iniziato quella deprecata guerra civile che fu la rovina, tra gli altri, di Dante Alighieri. 
Il palazzo fu incendiato nel Trecento, quindi ricostruito e poi alla fine del Cinquecento (1575) incorporato nel convento dei Canonici Regolari Agostiniani, annesso all'adiacente chiesa di Sant'Jacopo sopr'Arno. Nella pianta del Buonsignori (1584) l'edificio appare ridotto a un arcone appoggiato al convento. Gli Agostiniani trasformarono radicalmente la fabbrica su progetto dell'architetto cortonese Bernardino Radi, con un cantiere aperto attorno al 1640 e finanziato da Ferdinando II de' Medici, che portò a definire sia i due prospetti sia il grande cortile. Nel 1703, per volere di Cosimo III, l'ordine fu soppresso e nel convento subentrarono i Padri della Congregazione della Missione di san Vincenzo de' Paoli (detti a Firenze "Barbetti" per la foggia della barba col pizzo alla francese, o "cuculi" perché come l'uccello avevano occupato il nido d'altri), provenienti da Roma. Per esigenze di spazio nel 1709 il palazzo fu ampliato con l'aggiunta di un terzo piano. La famiglia Frescobaldi allora si era nel frattempo spostata in varie proprietà, tra cui spiccava soprattutto un nuovo palazzo Frescobaldi in via Santo Spirito, edificato nel Seicento.
Soppresso il convento nel 1808, venne ripristinato nel 1816, ospitando un istituto scolastico, il Reale Istituto Superiore di Magistero Femminile. Fu quindi occupato dal Governo italiano e passato al demanio dello Stato nel 1866. In questo stesso anno, dopo alcuni lavori di adeguamento diretti da Giuseppe Castellazzi e Francesco Mazzei, essendo assurta Firenze a Capitale d'Italia (1865-1871), buona parte dell'edificio fu occupato dagli uffici del Ministero della Marina ("perché avesse percezione dell'acqua"). 
Successivamente il palazzo conobbe un periodo di incuria (testimoniato da varie fotografie di inizio Novecento) fino ad un radicale intervento di restauro condotto dal novembre 1914 al 1915 al prospetto principale (con sostituzione degli elementi lapidei deteriorati), e dal 1938 a quello prospiciente il corso dell'Arno, in questo caso con la riapertura dei finestroni precedentemente tamponati. 
Attualmente l'edificio - negli anni venti e trenta del Novecento sede della Scuola normale Massimina Rossellini (Pucci) - è stato occupato in anni recenti dall'Istituto Magistrale Gino Capponi. Oggi il palazzo funge da succursale per l’indirizzo Internazionale Linguistico e Scientifico del vicino Liceo Statale Niccolò Machiavelli, ospitato in palazzo Rinuccini.
La facciata che guarda l'Arno è stata restaurata tra il maggio 2002 e il febbraio 2003 dalla SIRE Costruzioni su commissione della Provincia di Firenze.

## Descrizione

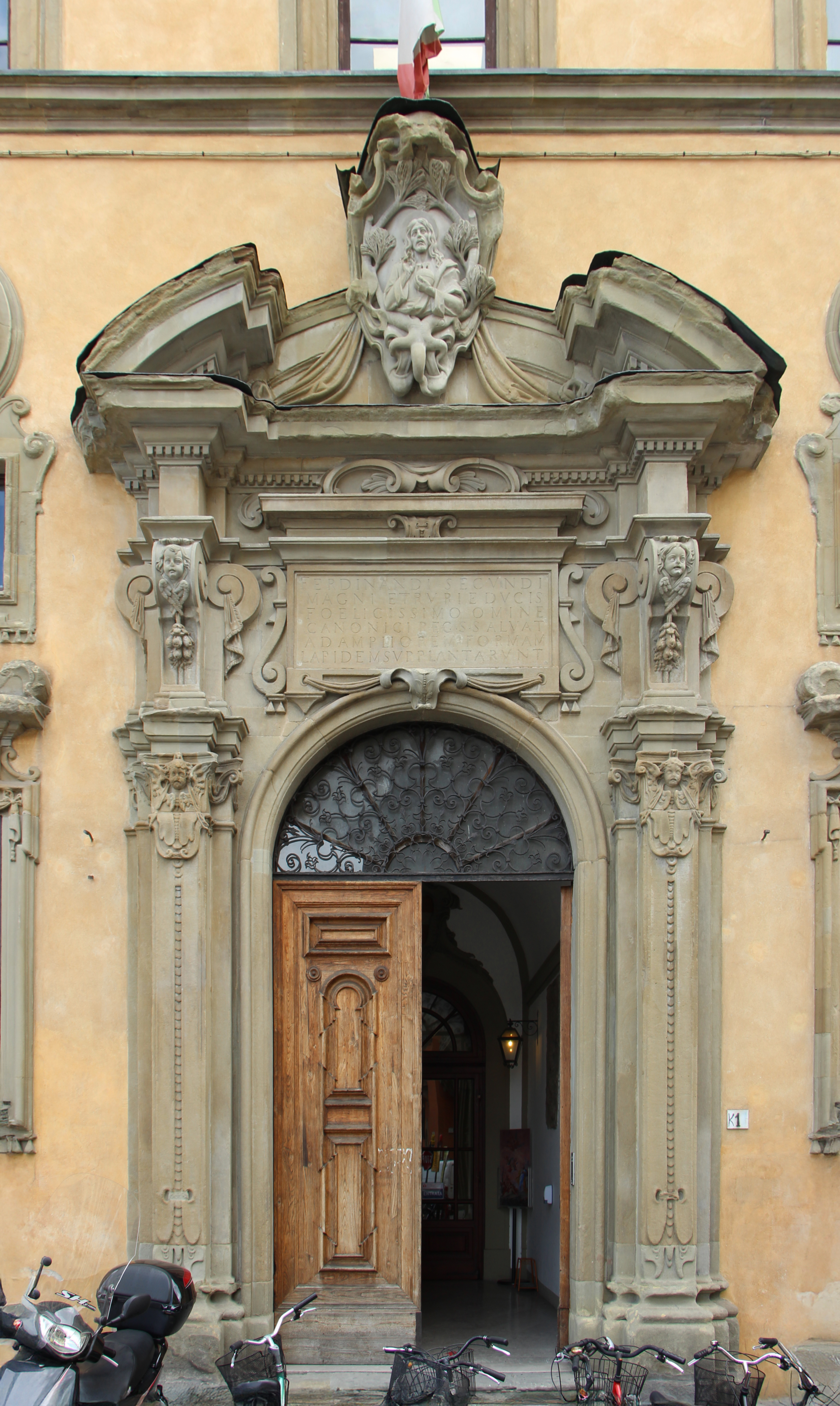
Il portale

Nonostante l'originaria destinazione a sede religiosa, l'edificio si presenta con caratteristiche proprie dell'architettura civile seicentesca, sostanzialmente riconducibili al progetto del poco conosciuto Bernardino Radi, che tuttavia qui rivela «una spiccata originalità linguistica e un'attenta ricerca formale, affidata a episodi plastici di felice invenzione, unici nel panorama cittadino. Come tali sono riconoscibili gli elementi che scandiscono l'elegante prospetto del palazzo: l'inconsueta sequenza verticale formata da finestra rettangolare al piano terreno, finestrella del mezzanino e nicchia ovale; il maestoso portale, ridondante assemblaggio di partiti architettonici e decorativi; le incorniciature delle finestre, dal prezioso e ricercato disegno» (. 
Più in particolare, il prospetto sulla piazza presenta cantoni in bugnato piatto e si qualifica per il grande portone centrale coronato dall'effigie del Salvatore, attorniato dalle palle medicee e dai rami di rovere, emblema dei duchi di Urbino, con allusione al matrimonio tra Ferdinando II de' Medici e Vittoria della Rovere. Nelle nicchie che si dispongono sulla facciata sono poi i busti in marmo di Ferdinando I, Cosimo II e Ferdinando II, di Antonio Novelli (ante 1661), e di Cosimo III, opera di Carlo Andrea Marcellini (1721). 

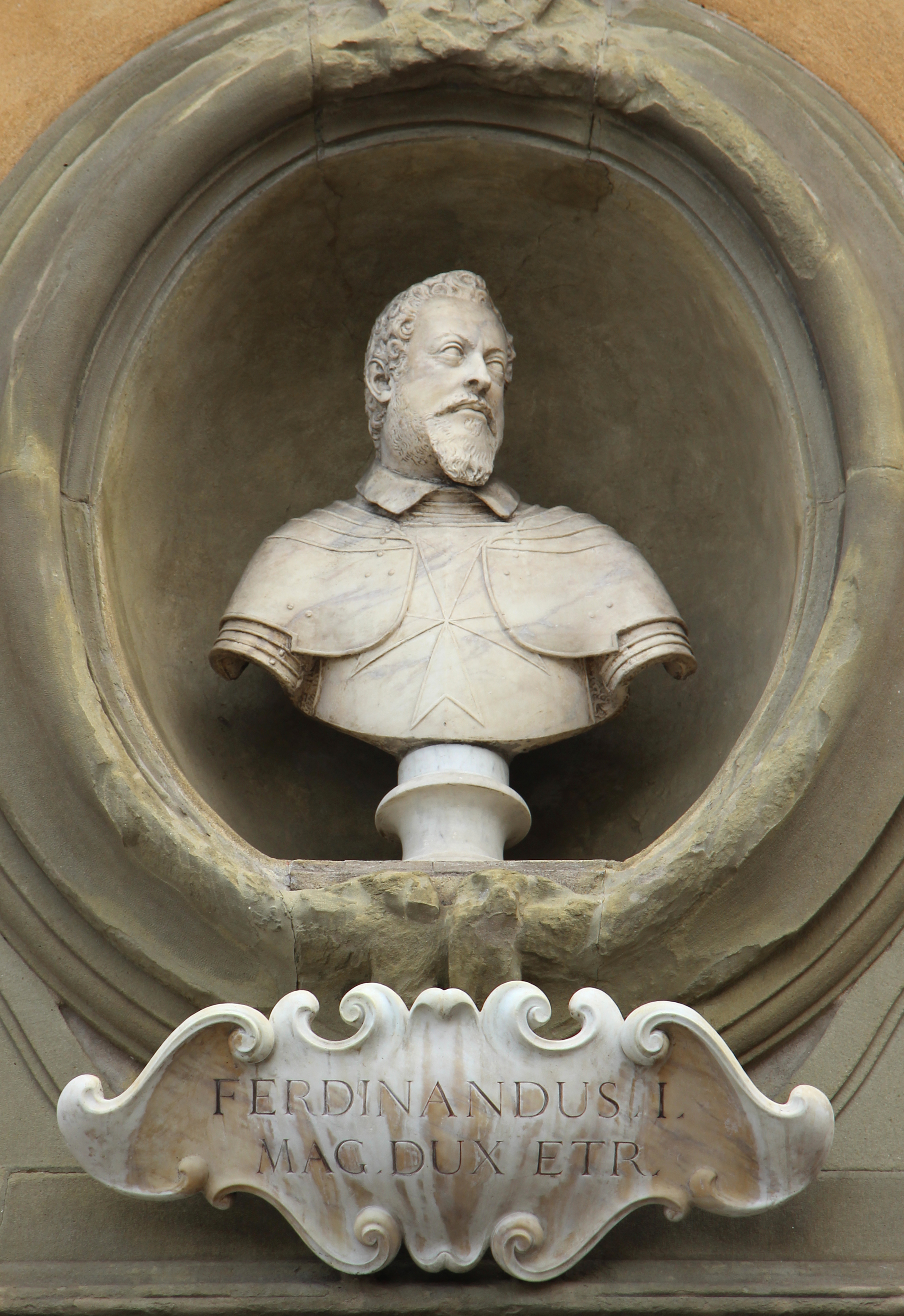
Busto di Ferdinando I di Antonio Novelli (ante 1661)
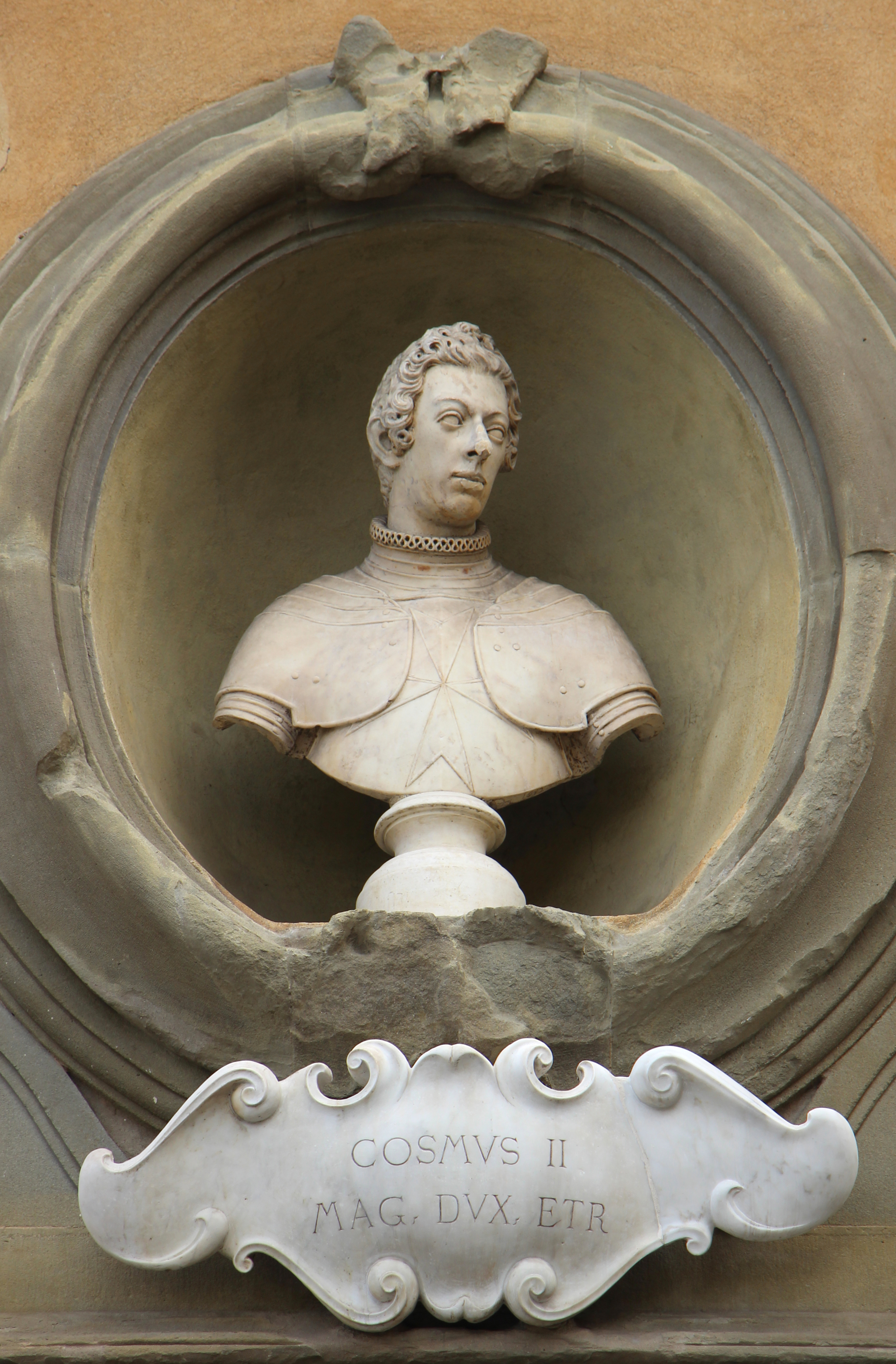
Busto di Cosimo II di Antonio Novelli (ante 1661)
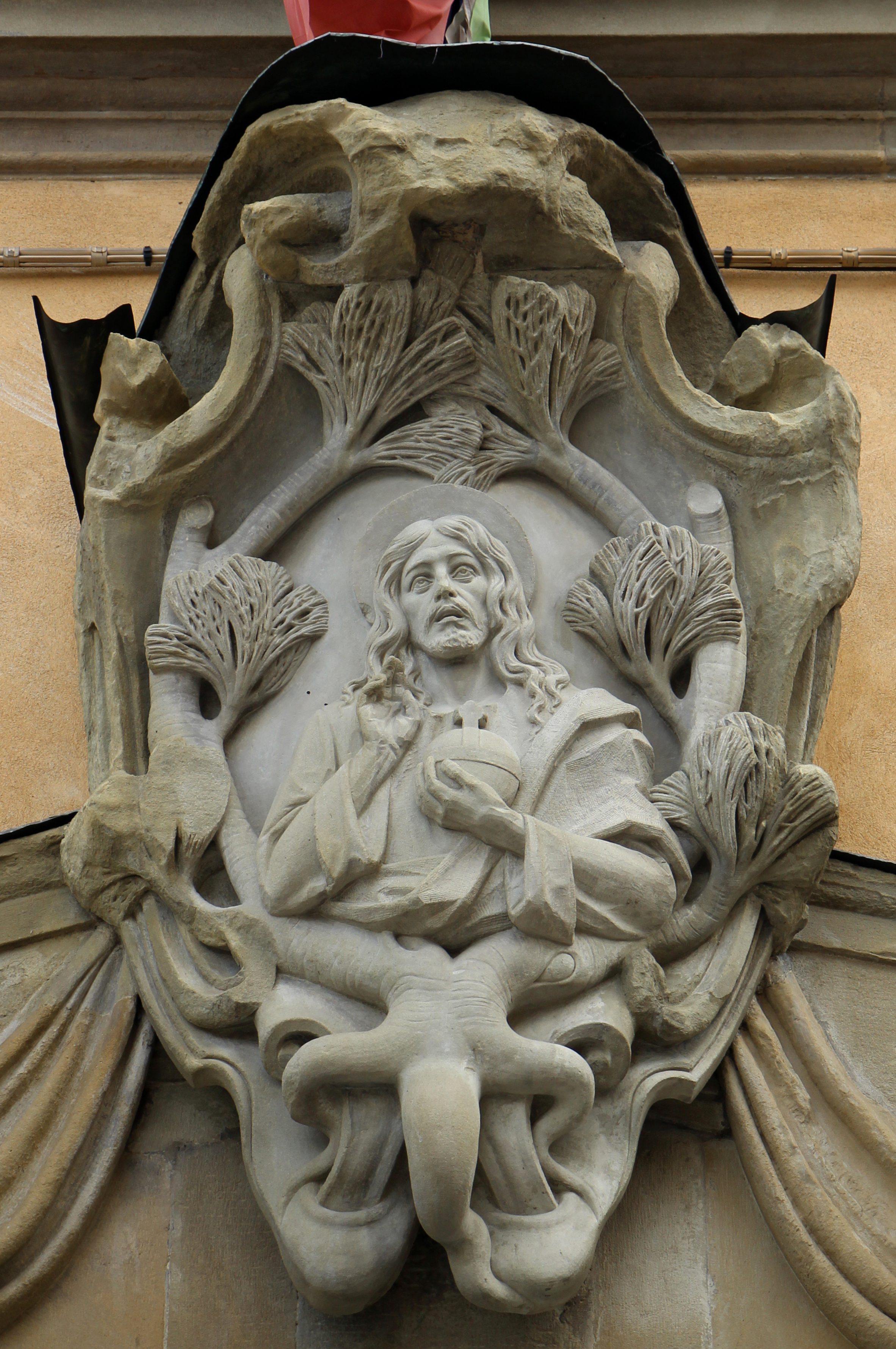
Busto del Redentore
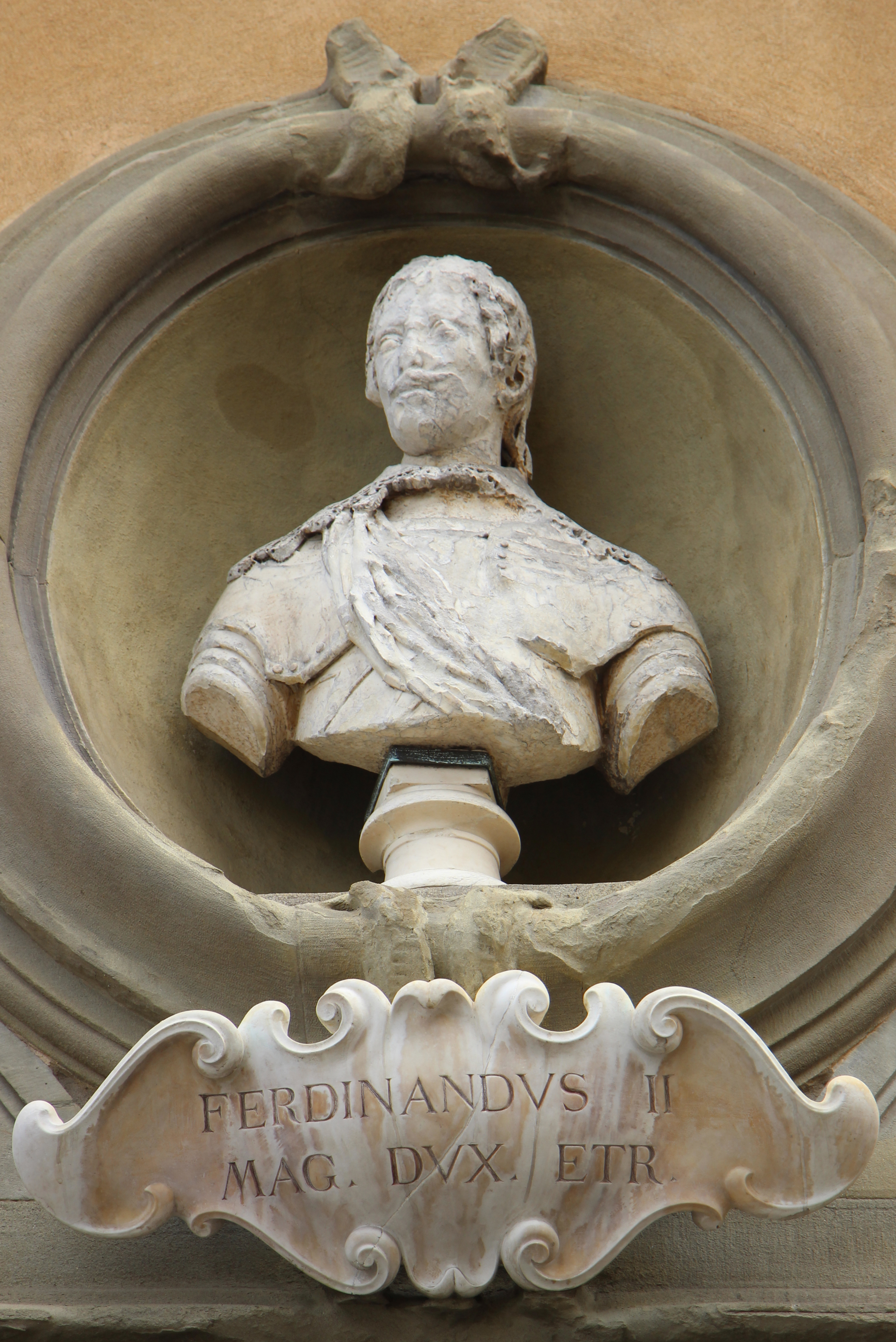
Busto di Ferdinando II di Antonio Novelli (ante 1661)
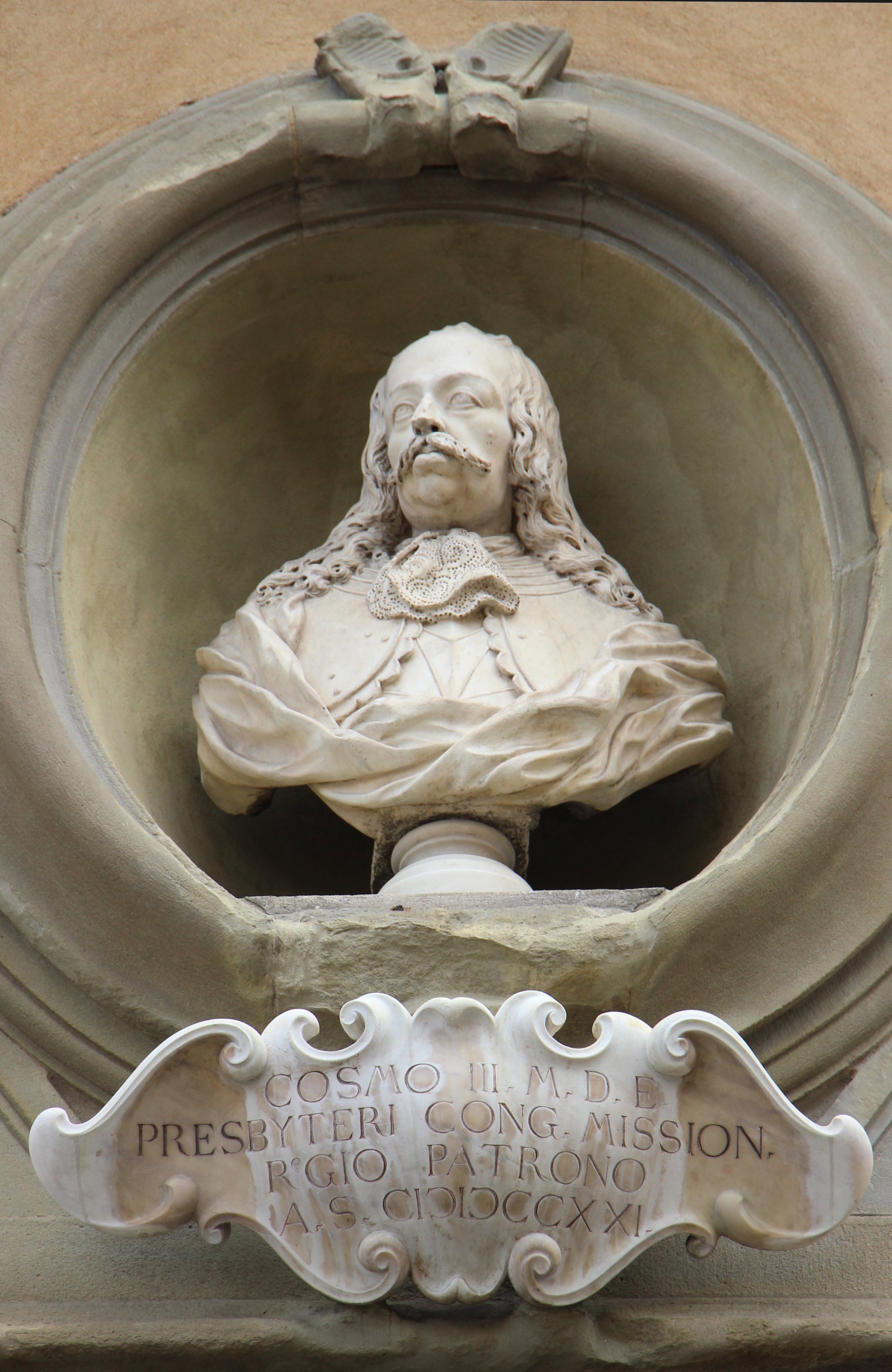
Busto di Cosimo III di Carlo Marcellini (1721)

Sulla facciata, nello spazio fra l'arco e il timpano del portale, è una lapide in memoria della munificenza di Ferdinando II che, come abbiamo detto, contribuì largamente alle spese per la costruzione del convento. Sempre sulla facciata sono altre lapidi poste dal Comune a ricordare sia la destinazione dell'edificio quale Ministero della Marina, sia le vicende relative alla ricostruzione del vicino ponte di Santa Trinita. 
| FERDINANDI SECVNDI MAGNI ETRVRIAE DVCIS FEOLICISSIMO OMINE CANONICI REG · S · SALVAT AD AMPLIOREM FORMAM LAPIDEM SVPPLANTARVM |

Traduzione: «Ferdinando II, granduca di Toscana, con ottimo presagio, i canonici regolari del Santo Salvatore a forme più ampie la pietra provvide».
| IL MINISTERO DELLA MARINA EBBE SEDE IN QVESTO PALAZZO ESSENDO FIRENZE CAPITALE D'ITALIA IL COMVNE DI FIRENZE AVSPICE LA LEGA NAVALE ITALIANA FESTA DELLO STATVTO 1936-XIV |

Un'altra lapide elenca tutti coloro che si batterono perché il ponte Santa Trinita fosse ricostruito "dov'era e com'era", tramite un comitato presieduto dall'antiquario Luigi Bellini. 
| COSTRUITO DA BARTOLOMMEO AMMANNATI NEL 1569 - DISTRVTTO DA MINE TEDESCHE NELLA NOTTE SVL 4 AGOSTO 1944 - IL PONTE A SANTA TRINITA DAL 1955 AL 1957 FV RICOSTRUITO COM'ERA SOTTO LA DIREZIONE DELL'INGEGNERE EMILIO BRIZZI E DELL'ARCHI- TETTO RICCARDO GIZDVULICH · A CURA DEL MINISTERO DEI LL. PVBBLICI. CONTRIBVIRONO ALLA SPESA IL MINISTERO DELLA PUBBLICA ISTRV- ZIONE · IL COMVNE DI FIRENZE · VN COMITATO PROMOSSO DA LVIGI BELLINI E PRESIEDVTO DA BERNARDO BERENSON. __ OBLATORIE COLLABORATORI MAGGIORI FVRONO: ALDO ANGELINI · MAX ASCOLI · L'ASSOCIAZIONE INDUSTRIALI · L'AZIENDA AVTO- NOMA DEL TVRISMO · LA BANCA COMMERCIALE · LA [BANCA D'AMERICA E D'ITALIA · ALFREDO BARBACCI · PIERO BARGELLINI · LANDO BARTOLI · ALBERTO BIGAZZI · LA CAMERA DI COMMERCIO · LA CASSA DI RISPARMIO · PAOLO CHERVBELLI · ALESSAN- DRO CONTIN BONACOSSI · GIVSEPPE DE MICHELI · MARIO FABIANI · GIVLIA FALK DEVOTO · LA FONDAZIONE KRESS · RAFFAELLO FRANCHI · VALFRÈ FRANCHINI · GV- GLIELMO GALLETTI DI SANT'IPPOLITO · OSCAR GALLO · CLARENCE HOBLITZELLE · GIORGIO LA PIRA · GVALTIERO LORIA · GIUSEPPE MARANDO · CARLO E GIVLIO MAR- CHI · GVIDO MINVTELLI · PIETRO PAGNINI · ROBERTO PAPI · ROBERTO PAPINI · GIOVAN- NI POGGI · CARLO LVDOVICO RAGGHIANTI · I FRATELLI ROSSELLI · FILIPPO ROSSI · TAN- CREDO TANCREDI · L'VNIONE COMMERCIANTI · MARIO VANNINI PARENTI · ARMANDO VENÈ · RENATO ZAVATARO IL COMITATO PER LA RICOSTRUZIONE DEL PONTE |

Il prospetto sul fiume, leggermente concavo al centro, ha finestre di fogge e dimensioni diverse e due ordini di grandi aperture centinate e balaustrate. All'interno, sulle pareti dell'antico refettorio (ora palestra), realizzato su disegno di Giovanni Battista Foggini tra il 1720 e il 1721, sono visibili due affreschi raffiguranti la Lavanda dei piedi e l'Apparizione sul lago di Tiberiade, di Niccolò Lapi con quadrature di Rinaldo Botti.

## Bibliografia

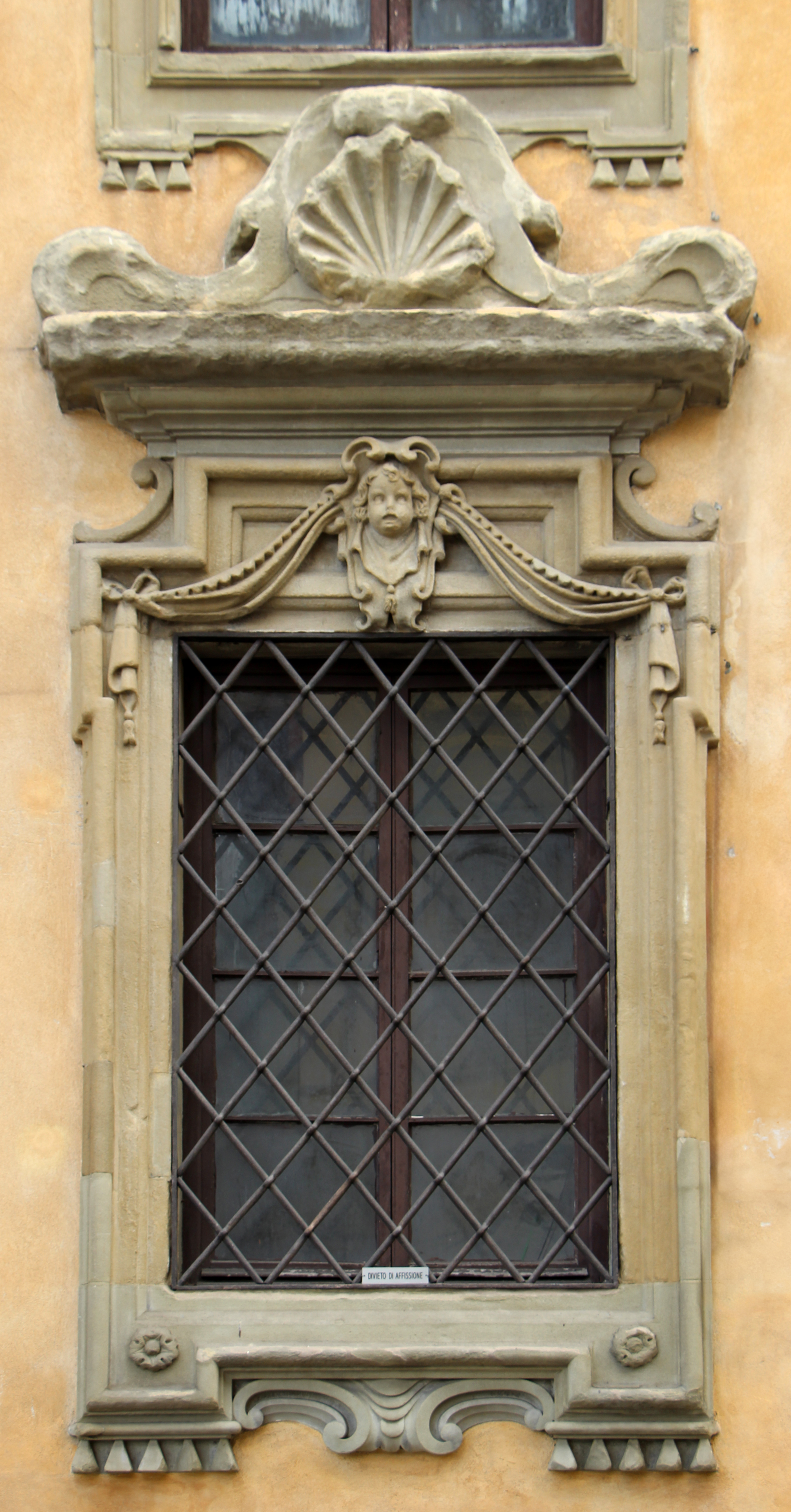
Una finestra

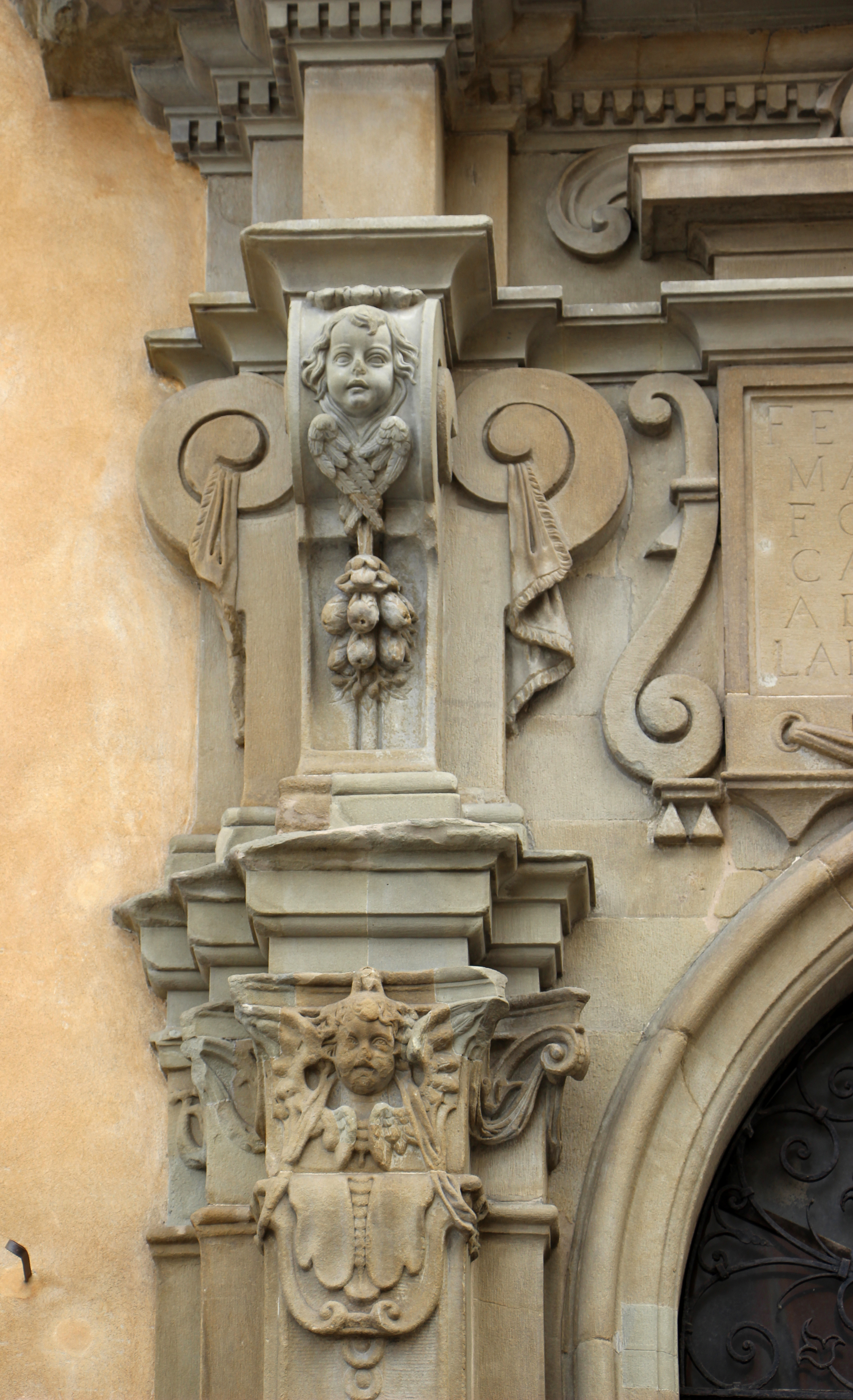
Decorazione del portale

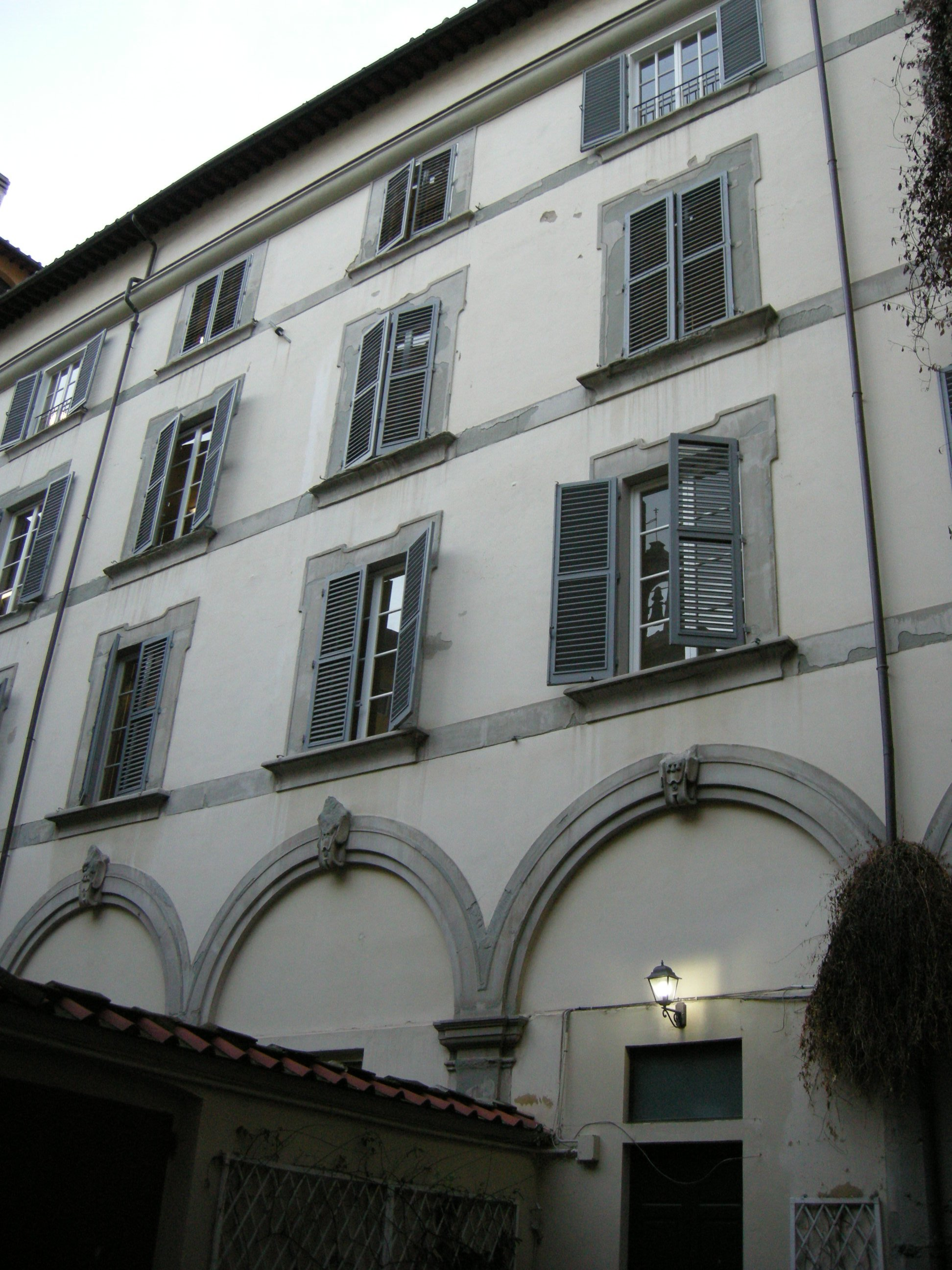
Prospetto interno del cortile